# Multi Theft Auto
Multi Theft Auto (MTA) – modyfikacja dodająca tryb wieloosobowy do gier Grand Theft Auto III, Grand Theft Auto: Vice City i Grand Theft Auto: San Andreas w wersjach na Microsoft Windows oraz Linux.

## Historia
Mimo sukcesu Grand Theft Auto III, pierwszej gry z serii Grand Theft Auto zrealizowanej w trójwymiarze, w przeciwieństwie do poprzednich odsłon nie zawierała ona trybu pozwalającego na prowadzenie rozgrywki z innymi graczami.
Pierwsza wersja Multi Theft Auto, nazwana Grand Theft Auto III: Alternative Multiplayer, próbowała wypełnić tę lukę, rozszerzając już istniejące narzędzie cheatujące o funkcjonalność pozwalającą na ograniczoną zabawę wieloosobową, dodając możliwość wyścigów. Działała ona podobnej zasadzie co XBAND, manipulując pamięcią gry w celu dodania opcji wieloosobowych. Nowsze wersje Multi Theft Auto zawierały znacząco ulepszoną rozgrywkę, udostępnianą przez małe zespoły deweloperskie, które wykorzystywały tę samą metodę.
Wydane rok później Grand Theft Auto: Vice City również nie zawierało gry wieloosobowej, w związku z czym twórcy MTA postanowili rozszerzyć swoje narzędzie, dodając również obsługę nowszej odsłony. Ostatecznie cały wysiłek skoncentrowano na Vice City i nowej platformie programistycznej nazwanej Blue. Ponieważ manipulowanie pamięcią gry sprawiało problemy z wydajnością i powodowało częste wyrzucanie z programu, nowa platforma stworzona została jako następca i podwaliny pod wszystkie przyszłe oprogramowania Multi Theft Auto.